# Římskokatolická farnost Hnanice
Římskokatolická farnost Hnanice je územní společenství římských katolíků s farním kostelem svatého Wolfganga ve znojemském děkanství.

## Historie farnosti
První písemný doklad o existenci obce Hnanice vznikl mezi lety 1200–1213. Toto období je také spojeno se založením nedalekého premonstrátského kláštera v Louce v roce 1190. Roku 1284 spadala obec k šatovské farnosti. V obci byla postavena kaple, ve které se nacházela studna, jejíž voda uzdravila s pomocí Boží mnoho nemocných a byla proto navštěvována mnohými z celého okolí. Zájem a milodary těchto návštěvníků přiměly roku 1480 louckého opata Pavla k tomu, aby s pomocí kláštera ke kapli přistavěl nynější kostel. V nynější podobě a velikosti byl chrám dokončen roku 1487 a vysvěcen 3. dubna 1510. V druhé polovině 16. století se zde šířil protestantismus, kněz byl odvolán a fara zanikla. Za třicetileté války byl kostel vypálen a opuštěn. Po válce byl opravován, po stavební stránce barokizován. Po zrušení louckého kláštera v roce 1784 byla z poutního místa zřízena farnost. Po roce 1945 kostel chátral, protože jeho rozměry a potřeby přesahují možnosti malé farní obce. S opravami se začalo v 80. letech 20. století, pokračovaly v 90. letech, za přispění státu a obce.

## Duchovní správci
Farnost byla ve 20. století spravována ze šatovské fary, v poslední době pak ze Znojma-Louky. Jména alespoň poválečných farářů zde působících až do současné doby: Po odsunu německého obyvatelstva, kdy odešel i šatovský farář P. Antonín Reich, nastoupil pro farnosti Šatov, Hnanice a Havraníky P. Bohumil Pešek (od roku 1946). Další pak byli P. Miroslav Zouhar (1957), P. Stanislav Kovář (1979), P. Stanislav Peroutka SJ (1980), P. Zdeněk Chylík (1988), P. Zdeněk Buchta (1990), P. Milan Vavro (1991). Ten pak v roce 1994 převzal farnost Znojmo-Louka, odkud i nadále spravoval dosavadní farnosti. Po něm na stejný úvazek nastoupil P. Petr Bartoněk (1997) a P. Marian J. Husek OPraem. (2003).Farnost tak spravovali premonstráti z farnosti Znojmo-Louka. Administrátorem excurrendo byl od 1. srpna 2003 ICLic. Mgr. Marian Jiří Husek, OPraem. Od srpna 2019 se novým administrátorem excurrendo stal diecézní kněz R. D. Ing. Ladislav Bublán.

## Bohoslužby
| Kostel            | Místo   | Bohoslužba (den) | Hodina                                     | Poznámka     |
| ----------------- | ------- | ---------------- | ------------------------------------------ | ------------ |
| svatého Wolfganga | Hnanice | neděle, úterý    | 9.45 17.00 ("zimní" čas) 18.00 (letní čas) | Farní kostel |

## Aktivity ve farnosti
Dnem vzájemných modliteb farností za bohoslovce a bohoslovců za farnosti brněnské diecéze je 19. duben. Adorační den připadá na 21. srpen. Farní kostel je možné si prohlédnout během každoroční Noci kostelů.
Ve farnosti se pravidelně koná tříkrálová sbírka. V roce 2015 se při ní vybralo 8 585 korun. V roce 2017 činil její výtěžek 8 860 korun.